# Renato Berta
Renato Berta (* 2. března 1945 Bellinzona) je švýcarský kameraman.
V šedesátých a sedmdesátých letech spolupracoval s režisérem Alainem Tannerem, s nímž natočil filmy Charles mort ou vif (1969), La Salamandre (1971), Le Retour d'Afrique (1973), Le Milieu du monde (1974), Jonas qui aura 25 ans en l'an 2000 (1976) a Messidor (1979). Později spolupracoval například s Claudem Berrim, Jean-Lucem Godardem, Éricem Rohmerem a více filmů natočil s Philippem Garrelem, Amosem Gitaiem, Louisem Mallem, Manoelem de Oliveirou, Alainem Resnaisem a Danielem Schmidem.
Třikrát byl nominován na Césara pro nejlepší kameru, z toho jednou – za film Na shledanou, chlapci (1987) – cenu získal. V roce 2013 mu byl udělen Řád umění a literatury. V roce 2021 vyšla jeho autobiografie Photogrammes, kterou napsal ve spolupráci s Jean-Mariem Charuauem. Následujícího roku proběhla v Cinémathèque suisse v Lausanne retrospektiva jeho díla.
Od osmdesátých let žije v Paříži; má francouzské občanství.

## Filmografie (výběr)
- Charles mort ou vif (1969)
- La Salamandre (1971)
- Le Retour d'Afrique (1973)
- Le Milieu du monde (1974)
- Pas si méchant que ça (1974)
- Jonas qui aura 25 ans en l'an 2000 (1976)
- Der Gehülfe (1976)
- Messidor (1979)
- Zachraň si, kdo můžeš (život) (1980)
- Noci v úplňku (1984)
- L'année des méduses (1984)
- Schůzka (1985)
- Muž se stříbrnýma očima (1985)
- Hurlevent (1985)
- Na shledanou, chlapci (1987)
- Uranus (1990)
- Milou v máji (1990)
- Smoking / No Smoking (1993)
- Stará známá písnička (1997)
- Viagem ao Princípio do Mundo (1997)
- Kadosh (1999)
- Kippur (2000)
- Merci pour le chocolat (2000)
- Eden (2001)
- Alila (2003)
- Na ústa ne (2003)
- Le Promeneur du Champ-de-Mars (2005)
- O Gebo e a Sombra (2012)
- Ve stínu žen (2015)
- Stalinova pohovka (2016)
- Milenec na jeden den (2017)
- Le sel des larmes (2020)
- Díra (2021)
- La Lune crevée (2023)